# مناظره آشپزخانه

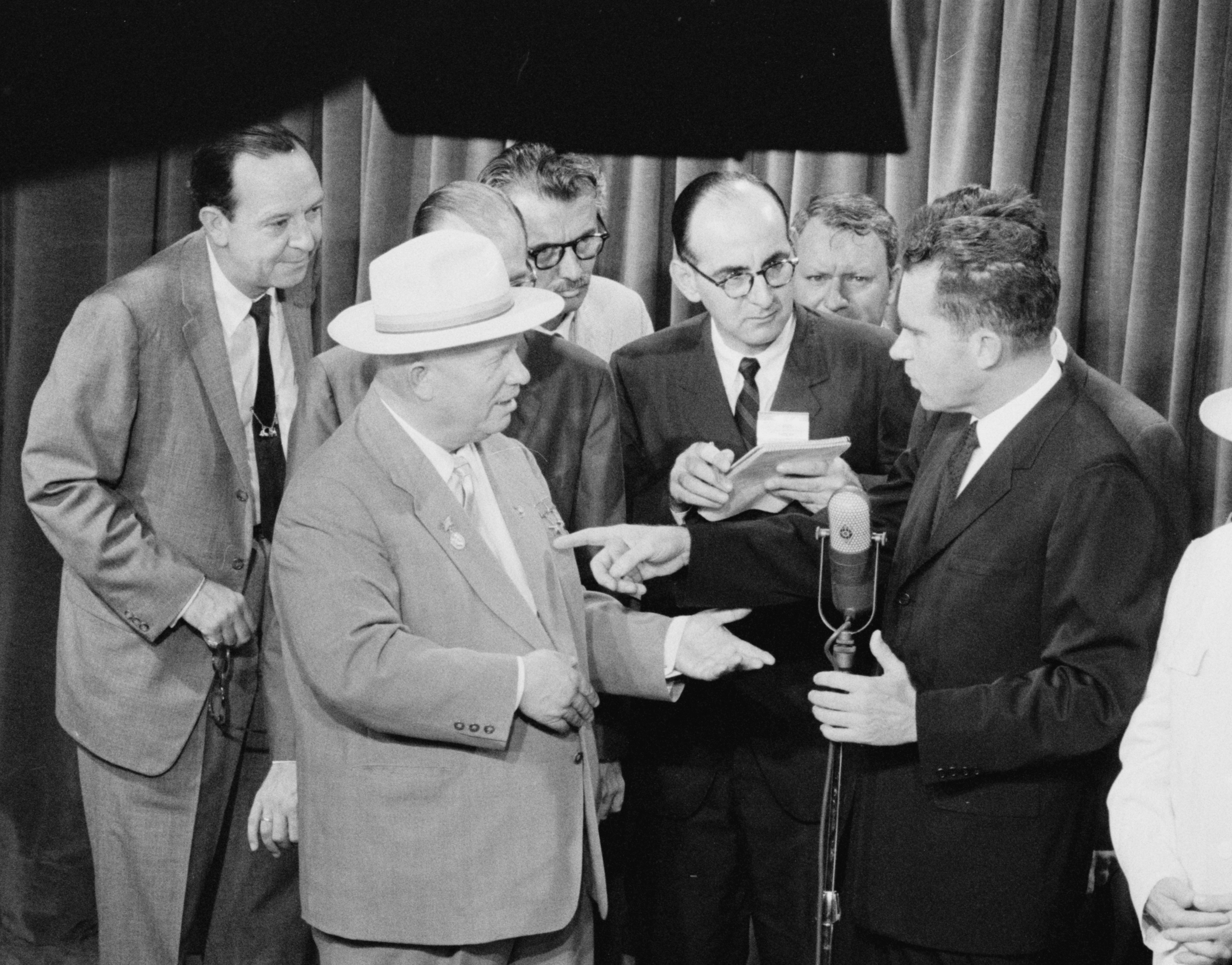
نیکیتا خروشچف ، دبیر اول شوروی و ریچارد نیکسون ، معاون رئیس‌جمهور ایالات متحده، در یک آشپزخانه مدل آمریکایی در نمایشگاه ملی آمریکا در مسکو (ژوئیه ۱۹۵۹) در مورد شایستگی کمونیسم در مقابل سرمایه‌داری بحث می‌کنند. عکس توسط توماس جی اوهالوران، مجموعه کتابخانه کنگره

مناظره آشپزخانه (به روسی: Кухонные дебаты) سلسله‌ای از مناظرات فی‌البداهه بین معاون رئیس جمهور ایالات متحده ریچارد نیکسون و دبیر اول اتحاد جماهیر شوروی نیکیتا خروشچف بود که از طریق مترجمان و در افتتاحیه نمایشگاه ملی آمریکا در پارک سوکولنیکی در مسکو در ۲۴ ژوئیه ۱۹۵۹ اتفاق افتاد.

## تاریخچه
به موجب قرارداد «لیسی زاروبین» که در سال ۱۹۵۸ بین اتحاد جماهیر شوروی و ایالات متحده آمریکا اجرا شد، مجموعه‌ای از برنامه‌های نمایشگاهی بین دو کشور به اجرا درآمد. از جمله «نمایشگاه ملی اتحاد جماهیر سوسیالیستی شوروی» که در ژوئن ۱۹۵۹ در مرکز همایش‌های نیویورک (New York Coliseum) گشایش یافت. پس از این برنامه «نمایشگاه ملی آمریکا» (American National Exhibition) در سکل‌نیکی پارک مسکو برگزار شد. این نمایشگاه که آمریکا را همچون بهشت فراوانی و شادکامی به معرض تماشا می‌گذاشت، جامعه شوروی را مبهوت و میخ‌کوب کرد. بیش از ۲ میلیون بازدیدکنندهٔ روسی در غرفه‌های رنگارنگ این شهر فرنگ چرخیدند: بسیاری از آنها برای اولین بار تجربه‌ای بصری از شیوهٔ زندگی آمریکایی به دست آوردند و از نزدیک لمس کردند که کدام امکانات تفریحی و رفاهی آمریکایی‌ها مایهٔ رشک دنیا شده‌است. مضمون اصلی این برنامه زندگی روزمرهٔ آمریکایی و نقطهٔ کانونی جذابیت آن، مدل برش‌خوردهٔ یک خانهٔ «نمونه» با یک طبقه و شش اتاق بود. در قلب این خانه، یک آشپزخانهٔ «نمونه» با آخرین تجهیزات الکترونیک قرار داشت. «ریچارد نیکسون» معاون اول رئیس‌جمهور آمریکا که برای افتتاح نمایشگاه به مسکو آمده بود، نیکیتا خروشچف دبیرکل اتحاد شوروی را همراه خود به گردش در نمایشگاه برد. معاشرت آنها هنگام حضور در آشپزخانه نمونه به مناظره‌ای فی‌البداهه بین این دو نفر دامن زد که به «مناظره آشپزخانه» معروف شد.
خرشچف با عجز و آزردگی می‌گوید: «شما آمریکایی‌ها فکر می‌کنید مردم روسیه با دیدن این چیزها هاج و واج می‌شوند. واقعیت این است که تمام خانه‌های جدید ما از این نوع تجهیزات دارند». نیکسون به گونه‌گونی اثاث آشپزخانه اشاره می‌کند و می‌گوید: «ما دوست داریم تنوع و حق انتخاب خودمان را به نمایش بگذاریم. ما نمی‌خواهیم تصمیم‌ها را یک مسئول دولتی که آن بالا نشسته‌است بگیرد و به دستور او همهٔ خانه‌ها را یک جور بسازند». خروشچف از اینکه بر سر این ماشین لباس‌شویی ناقابل بحث کنند اکراه دارد. نیکسون پاسخ می‌دهد: «خیلی بهتر نیست که دربارهٔ ماشین‌های لباس‌شویی حرف بزنیم به جای اینکه راجع به ماشین‌های جنگی، مثلاً موشک‌ها، حرف بزنیم؟».
در پایان خروشچف با توپ پر به نیکسون گفت: «من کوتاه نمی‌آیم!». و ادامه می‌دهد: «تا ۷ سال دیگر، ما هم‌سطح آمریکا خواهیم شد، و بعد جلو خواهیم زد. و همین‌طور که از کنار شما رد می‌شویم، برایتان دست تکان می‌دهیم و می‌گوییم های!»

## پخش تلویزیونی و واکنش آمریکا
سه شبکه تلویزیونی بزرگ آمریکایی مناظره آشپزخانه را در ۲۵ ژوئیه ۱۹۵۹ پخش کردند. شوروی بعداً اعتراض کرد، زیرا نیکسون و خروشچف توافق کرده بودند که این بحث باید همزمان در آمریکا و اتحاد جماهیر شوروی پخش شود و شوروی گفته بودند که تا زمان آماده شدن برای پخش این نوار را پیش خود نگه می‌دارند. با این حال، شبکه‌های آمریکایی احساس کرده بودند که تأخیر باعث می‌شود این خبر فوریت خود را از دست بدهد. این مناظره در تلویزیون مسکو در تاریخ ۲۷ ژوئیه پخش شد، البته در اواخر شب و فقط با ترجمه سخنان نیکسون.